# Горбатенко, Фёдор Иосифович
Фёдор Иосифович Горбатенко — советский литовский хозяйственный деятель, Герой Социалистического Труда.

## Биография
Родился в 1917 году в селе Узницы. Член КПСС с 1942 года.
Участник советско-японской войны в составе 2-й бригады торпедных катеров Тихоокеанского флота
В 1947—1950 — советский и партийный работник в Эйшишкской волости.
В 1950—1954 — председатель колхоза «Гегужес пирмосиос».
В 1954—1965 — партийный работник в Эйшишкском районе Литовской ССР, председатель колхоза имени Кирова Шальчининкского района Литовской ССР.
В 1965—1975 — бригадир колхоза «Заветы Ленина» Шальчининкского района Литовской ССР.
Указом Президиума Верховного Совета СССР от 12 декабря 1973 года присвоено звание Героя Социалистического Труда с вручением ордена Ленина и золотой медали «Серп и Молот».
Умер в 1975 году в Эйшишкесе.

## Награды и звания
- Герой Социалистического Труда (12.12.1973)
- Орден Ленина (12.12.1973)
- Орден Октябрьской Революции (08.04.1971)